# Терско-Орловский Маяк
Те́рско-Орло́вский Мая́к — посёлок в городском округе ЗАТО Островной Мурманской области России. Был построен в 1842 году силами ссыльнокаторжных (в то время назывался просто «Орловскій маякъ», «Орловскій маякъ у Терскаго берега»).

## Этимология
Назван по расположенному в посёлке маяку.

## География
Посёлок находится на высоком скалистом берегу пролива Орловская Салма Белого моря между мысами Орлов-Терский Толстый и Орлов-Терский Тонкий, около губы Гоголина, на расстоянии 125 км к юго-востоку от города Островной, административного центра. 

## Население
| 2002 | 2010 |
| ---- | ---- |
| 25   | ↘9   |

### Половой состав
По данным Всероссийской переписи населения 2010 года, в посёлке проживало 9 человек (3 мужчины (33,3 %) и 6 женщин (66,7 %)).

## Известные уроженцы
- Васильев, Герард Вячеславович (род. 1935) — советский и российский артист оперетты. Народный артист РСФСР.